# 0142
0142 è il prefisso telefonico del distretto di Casale Monferrato, appartenente al compartimento di Torino.
Il distretto comprende la parte nord-occidentale della provincia di Alessandria. Confina con i distretti di Vercelli (0161) a nord, di Mortara (0384) a est, di Alessandria (0131) a sud e di Asti (0141) a sud-ovest.

## Aree locali e comuni
Il distretto di Casale Monferrato comprende 39 comuni compresi in 1 area locale, nata dall'aggregazione dei 3 preesistenti settori di Casale Monferrato, Cerrina Monferrato e Vignale Monferrato: Altavilla Monferrato, Balzola, Borgo San Martino, Bozzole, Camagna Monferrato, Camino, Casale Monferrato, Cella Monte, Cereseto, Cerrina Monferrato, Coniolo, Conzano, Frassinello Monferrato, Frassineto Po, Gabiano, Giarole, Mirabello Monferrato, Mombello Monferrato, Moncestino, Morano sul Po, Occimiano, Odalengo Grande, Olivola, Ottiglio, Ozzano Monferrato, Pomaro Monferrato, Pontestura, Rosignano Monferrato, Sala Monferrato, San Giorgio Monferrato, Serralunga di Crea, Solonghello, Terruggia, Ticineto, Treville, Valmacca, Vignale Monferrato, Villamiroglio e Villanova Monferrato .